# Festbrennweite

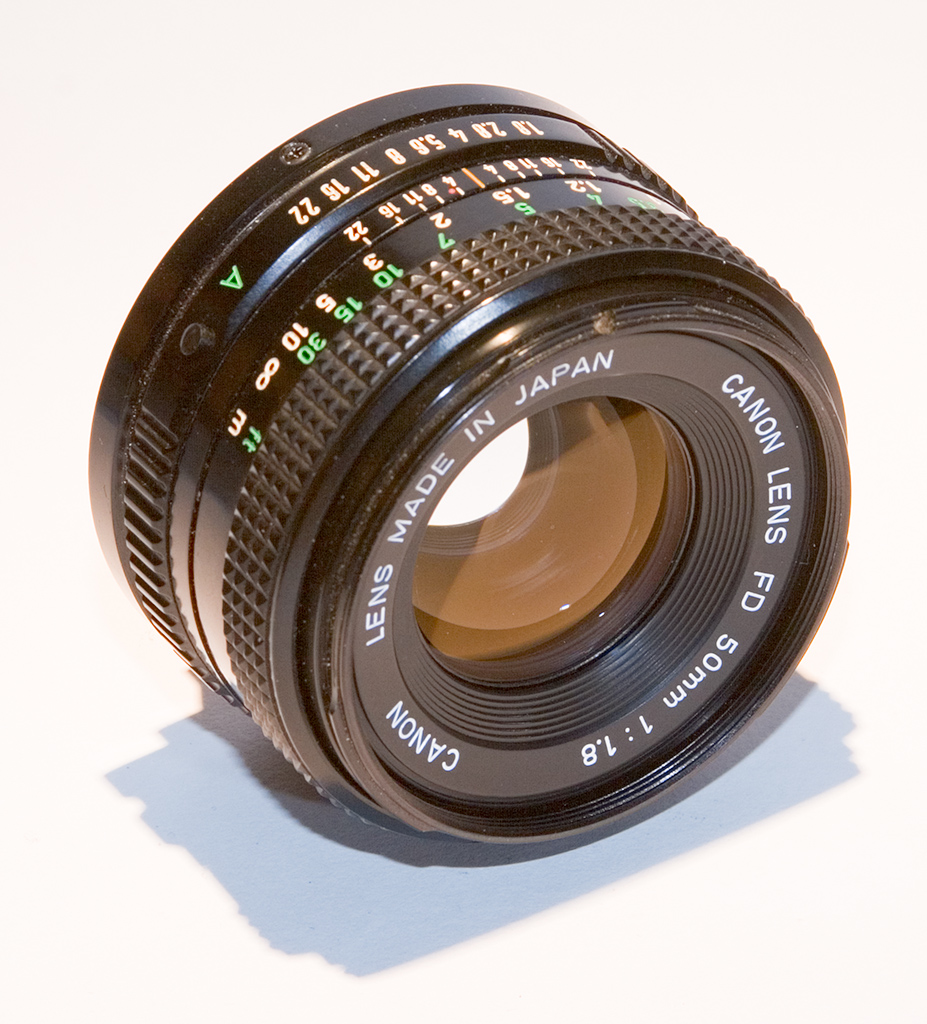
50 mm-Festbrennweite für eine Kleinbild-Spiegelreflexkamera

Festbrennweite ist im Fachjargon der Name für ein Objektiv, dessen Brennweite bedingt durch die Bauart fest vorgegeben ist und sich nicht wie bei einem Zoomobjektiv verändern lässt. Im Vergleich zum Zoomobjektiv ist eine Festbrennweite meist einfacher und günstiger zu entwickeln und zu produzieren. Festbrennweiten haben in der Regel ein besseres Auflösungsvermögen, bessere Abbildungsleistungen sowie eine höhere Lichtstärke.
Neben der Fotografie kommen Festbrennweiten auch in der Videotechnik zum Einsatz. 
Unter Fotografen gibt es immer wieder eine Diskussion, ob nun eine Festbrennweite oder ein Zoomobjektiv die bessere Wahl ist. In der professionellen Fotografie hat sich aber die Festbrennweite für viele Anwendungsbereiche durchgesetzt. Durch die meist höhere Lichtstärke und wegen der besseren Abbildungsqualität wird sie professionellen Ansprüchen an das Ergebnis eher gerecht als Zoomobjektive, deren Stärke besonders in der Flexibilität liegt.

## Anwendungsbereiche und Eignung
Festbrennweiten werden vor allem verwendet, wenn je nach Situation spezifische und charakteristische Bildwirkungen der Bildausschnitte erreicht werden sollen. 
Aufgrund ihrer größeren möglichen Blendenöffnung kann mit Festbrennweiten mit hoher Lichtstärke eine geringere Schärfentiefe im Bild erzeugt werden. So lassen sich Motive besser vom Hintergrund freistellen (gezielter Einsatz von Schärfe und Unschärfe). Auch bei schwierigen Lichtverhältnissen, zum Beispiel auf Veranstaltungen wie Konzerten, kirchlichen Hochzeiten oder Sportereignissen, arbeiten Fotografen oft mit lichtstarken Festbrennweiten (siehe auch „Available Light“). Durch die puristische Eigenart dieser Objektive sagt man Festbrennweiten auch nach, den fotografischen Blick zu erweitern, um Motive im Vornherein besser einschätzen und auf die Umgebung angepasste Einstellungen vornehmen zu können („fotografisches Auge“). Auf Grund dieser Eigenschaften werden Objektive mit festen Brennweiten nach wie vor häufig situationsbedingt von Fotografen verwendet. Als Nachteil von Festbrennweiten gilt ihr fester Bildwinkel, der nicht in jeder Situation und nicht für jedes Motiv geeignet ist. Fotografen verwenden deshalb bei ihrer Arbeit meist mehrere Objektive verschiedener Klassen mit unterschiedlichen Eigenschaften und Bauweisen.